# Maik Franz
Maik Franz (* 5. August 1981 in Merseburg) ist ein deutscher Sportfunktionär und ehemaliger Fußballspieler. Neben seinen TV-Engagements ist Maik Franz Geschäftsführer der 11teamsports Academy.

## Karriere

### Verein

#### Jugend
Maik Franz wuchs in Langenstein bei Halberstadt auf und begann seine Laufbahn beim SV Langenstein/Harz. Von dort wechselte er 1997 zum VfB Germania Halberstadt, bevor er sich im Sommer 1998 der Jugend-Abteilung des 1. FC Magdeburg anschloss. Mit der A-Jugend des Klubs gewann er 1999 den DFB-Jugend-Kicker-Pokal.

#### Anfänge in Magdeburg und Wolfsburg
Franz spielte bis 2001 in der Abwehr des 1. FC Magdeburg und wechselte dann zum VfL Wolfsburg. Franz zeichnete sich dort durch seine Zweikampfstärke aus. Er gewann 63 Prozent seiner Zweikämpfe und war in dieser Beziehung Wolfsburgs bester Spieler. Er bestritt 90 Bundesligaspiele für den VfL und erzielte zwei Tore.

#### Zwischen 1. und 2. Bundesliga
Im Juli 2006 wechselte Franz zum damaligen Zweitligisten Karlsruher SC. Er bildete mit dem Schweizer Mario Eggimann die Innenverteidigung und spielte mit seiner Erstligaerfahrung eine wichtige Rolle in der Karlsruher Aufstiegsmannschaft. Nach einem persönlich und mannschaftlich erfolgreichen Start in die Saison 2007/08 verlängerte Franz seine Vertragslaufzeit beim KSC vorzeitig bis 2011. Ab der Saison 2008/09 trug er die Kapitänsbinde. Nach dem Abstieg des KSC wechselte Franz zur Saison 2009/10 zu Eintracht Frankfurt. Er unterschrieb bei den Hessen einen Vierjahresvertrag, der nur für die Bundesliga gültig war. Am Ende der Saison 2010/11 stieg er mit der Eintracht ab.
Nachdem man sich nicht auf einen neuen Vertrag für die zweite Liga hatte einigen können, verließ Franz Frankfurt nach Saisonende und wechselte zu Hertha BSC. Nach sieben Bundesligaspielen in der Saison 2011/12 riss er sich im Dezember 2011 das vordere Kreuzband im rechten Knie. Ohne einen weiteren Saisoneinsatz nach dieser Verletzung stieg er mit der Hertha am Ende dieser Spielzeit zum dritten Mal in seiner Karriere in die 2. Bundesliga ab. Er absolvierte neun Spiele in der Zweitligasaison 2012/13 und stieg mit der Hertha wieder in die Bundesliga auf. Nachdem er in der Saison 2013/14 nicht eingesetzt worden war, wurde Franz am 6. Februar 2014 in die in der Regionalliga Nordost spielende zweite Mannschaft von Hertha BSC versetzt. Am 9. Mai 2014 wurde sein Vertrag aufgelöst.
Am 15. Januar 2015 beendete er seine Karriere als Profifußballer wegen andauernder Kniebeschwerden.

### Nationalmannschaft
Am 12. Februar 2002 bestritt Franz gegen Nordirland sein erstes von insgesamt 19 U-21-Länderspielen. Er nahm mit der U-21-Nationalmannschaft an der U-21-Europameisterschaft 2004 in Deutschland teil, bei der er im Spiel gegen Schweden zu seinem einzigen Einsatz kam. Zudem spielte Franz 2002 einmal im Team 2006.

## Spielweise
In der Saison 2007/08 wurde Franz öffentlich für seine Spielweise kritisiert. Diese sei zu sehr von hartem Einsatz und Provokationen der gegnerischen Spieler geprägt. Die Kritik gipfelte im Februar 2008 nach dem Spiel VfB Stuttgart gegen den Karlsruher SC durch Mario Gómez, der Franz nach Spielende beleidigte. Seine Wortwahl revidierte Gómez im Nachhinein, hielt jedoch an seiner Kritik fest. In der Folge wurden die öffentliche Kritik wie auch die Unterstützung für Franz (Anhänger des Karlsruher SC tauften ihn „Iron Maik“) intensiver. Mit dem Ende der Berichterstattung ebbte die Diskussion nach wenigen Wochen wieder ab.
Im April 2011 kritisierten der Bremer Spieler Torsten Frings und sein Trainer Thomas Schaaf Franz’ Spielweise, nachdem dieser den Spieler Denni Avdic in einem Kopfballduell mit dem Ellbogen im Gesicht getroffen hatte. Wegen seiner Spielweise wurde Franz des Öfteren mit der Gelben Karte verwarnt – in der Saison 2009/10 spendete er für jede seiner elf Gelben Karten 500 Euro für einen guten Zweck. In der Saison 2010/11 erhielt er in 23 Spielen 13 gelbe Karten.

## Funktionärskarriere
Ab 2016 unterstützte Franz im Rahmen seines dualen Studiums „Sportmanagement“ den 1. FC Magdeburg als Assistent der Geschäftsführung im sportlichen Bereich. Von 2018 bis 2020 leitete er die Lizenzspielerabteilung, bevor er den Verein verließ.

## TV-Karriere
Im März 2015 übernahm Franz die Reportagenreihe Iron Maik – Sport am Limit im Rahmen der Sendung Inside Report des Privatsenders Sky. Seit der Saison 2021 ist Franz Experte und seit 2022 Co-Kommentator, bei den Samstag Abend Spielen der 2. Fußball-Bundesliga, sowie seit der Saison 2023/2024 Experte und Co-Kommentator, im Wechsel mit Lili Engels und Christina Rann der Frauen-Bundesliga bei Sport1.

## Erfolge
- 2007: Zweitligameister und Aufstieg mit dem Karlsruher SC in die 1. Bundesliga
- 2013: Zweitligameister und Aufstieg mit Hertha BSC in die 1. Bundesliga